# Sumter
Sumter és una població dels Estats Units d'Amèrica, seu del comtat de Sumter, a l'estat de Carolina del Sud.

## Demografia
Segons el cens del 2008 Sumter tenia 59.180 habitants
Segons el cens del 2000 tenia 39.643 habitants, 14.564 habitatges i 10.049 famílies. La densitat de població era de 575,6 habitants/km².
Dels 14.564 habitatges en un 35,6% hi vivien nens de menys de 18 anys, en un 46% hi vivien parelles casades, en un 19,3% dones solteres, i en un 31% no eren unitats familiars. En el 27,3% dels habitatges hi vivien persones soles l'11,7% de les quals corresponia a persones de 65 anys o més que vivien soles. El nombre mitjà de persones vivint en cada habitatge era de 2,57 i el nombre mitjà de persones que vivien en cada família era de 3,14.
Per edats la població es repartia de la següent manera: un 27,8% tenia menys de 18 anys, un 12,5% entre 18 i 24, un 28,2% entre 25 i 44, un 17,9% de 45 a 60 i un 13,5% 65 anys o més.
L'edat mediana era de 32 anys. Per cada 100 dones de 18 o més anys hi havia 83,9 homes.
La renda mediana per habitatge era de 31.590$ i la renda mediana per família de 38.668$. Els homes tenien una renda mediana de 27.078$ mentre que les dones 22.002$. La renda per capita de la població era de 16.949$. Entorn del 13% de les famílies i el 16,6% de la població estaven per davall del llindar de pobresa.

## Poblacions properes
El següent diagrama mostra les poblacions més properes.

## Personatges il·lustres
- Clara Louise Kellogg (1842 - 1916), soprano.